# Umaro Sissoco Embaló
Umaro El-Mokhtar Sissoco Embaló (Bisáu,  23 de septiembre de 1972) es un politólogo, militar y político de Guinea-Bisáu. Es el presidente del país desde el 27 de febrero de 2020. Previamente se desempeñó como Primer Ministro entre el 18 de noviembre de 2016 y el 16 de enero de 2018.

## Trayectoria
Es licenciado en Relaciones Internacionales por el Instituto Superior de Ciencias Sociales y Políticas de la Universidad Técnica de Lisboa y tiene un master en Ciencias Políticas y un Doctorado en Relaciones Internacionales por la Universidad Complutense de Madrid. Habla con fluidez portugués y español, y es competente en inglés, francés, árabe y suajili.
Sirvió en el ejército, realizando estudios de defensa nacional en el Centro de Defensa Nacional de España y otros estudios sobre seguridad nacional en Bélgica, Israel, Sudáfrica, Japón y Francia. Ascendió al rango de general de brigada.
Además es especialista en asuntos africanos y del Medio Oriente y en asuntos de defensa, cooperación internacional y desarrollo. Fue ministro de asuntos africanos.

### Carrera política

#### Primer ministro
Formó su gabinete el 13 de diciembre de 2016 después de haber sido nombrado primer ministro por el presidente José Mário Vaz el 18 de noviembre de 2016.
Asumió el cargo con un boicot a su propio partido, el Partido Africano para la Independencia de Guinea y Cabo Verde (PAIGC), que a través de su Comité Central le dio un voto de desconfianza de ciento doce votos a favor y once en contra el 26 de noviembre de 2016.
Como jefe de gobierno, solo podía contar con el apoyo del Partido de la Renovación Social, la segunda sede más grande del Congreso Nacional del Pueblo de Guinea-Bissau.
El 13 de enero de 2018, después de embarcarse en un curso de colisión con el presidente José Mário Vaz, debido a esto fue colocado junto a las demandas de João Fadiá (Ministro de Hacienda) y Botche Candé (Ministro del Interior), solicitó Embaló su renuncia al cargo, efectuada el 16 de enero de 2018.
General de brigada, del ejército de reserva (dejó el ejército en la década de 1990), Umaro Sissoco Embaló es especialista en aspectos de defensa y relaciones diplomáticas. Fue representante en África occidental de un fondo de inversión libio, la Libyan African Investment Company (Laico) y representante diplomático para el presidente João Bernardo Vieira.

#### Presidencia
Fue candidato en las elecciones presidenciales de 2019. Llegó segundo en la primera ronda, detrás de Domingos Simões Pereira, líder del Partido Africano por la Independencia de Guinea y Cabo Verde (PAIGC). Obtuvo el apoyo de varios contendientes para la segunda ronda, incluido el presidente saliente José Mário Vaz, el ex primer ministro Carlos Gomes Júnior y Nuno Gomes Nabiam. Embaló obtuvo la victoria en las  elecciones, sin embargo su rival impugnó los resultados en la Corte Suprema, sin presentar una queja ante la comisión electoral. La toma de posesión del nuevo presidente quedó en suspenso hasta la decisión del tribunal.
Aunque ni la Corte Suprema ni el parlamento habían dado su aprobación para la ceremonia de juramentación oficial, Sissoco Embaló organizó una ceremonia de juramentación alternativa en un hotel en Bisáu para anunciarse como presidente legal del país. La ceremonia tuvo lugar en ausencia de cualquier jefe de Estado o representante de la comunidad internacional, a pesar de la presencia de los embajadores de Gambia y Senegal. El gobierno de Guinea-Bisáu acusó a Sissoco Embalo de perpetrar un golpe de Estado.

## Distinciones honoríficas
Extranjeras
- Gran Cordón de la Suprema Orden del Renacimiento (20/02/2023).[10]